# Sangría (tipografía)
En tipografía, sangría es la introducción de varios caracteres en blanco (espacios) al comenzar  un párrafo. Es una forma común en escritos en prosa, aunque también empleada (según idioma y región) en libros, artículos de prensa y documentos oficiales. Se manifiesta como una «hendidura»: desde la segunda línea del texto se comienza a la izquierda a la misma altura, de forma alineada. La que incorpora sangría lo hace de una a dos plicas o tres a veinte tipos (por lo general) más a la derecha en español.
La sangría se puede emplear en textos alineados a la izquierda («con bandera a la derecha», según la jerga tipográfica), o en textos alineados a la derecha, en idiomas que se escriben de derecha a izquierda, como la familia de lenguas semíticas.

## Descripción
Hay tres tipos importantes de sangría:
NormalSe «sangra» la primera línea. En este caso, dos cuadratines:
Lorem ipsum dolor sit amet, consectetur adipisici elit, sed eiusmod tempor incidunt ut labore et dolore magna aliqua. Ut enim ad minim veniam, quis nostrud exercitation ullamco laboris nisi ut aliquid ex ea commodi consequat. Quis aute iure reprehenderit in voluptate velit esse cillum dolore eu fugiat nulla pariatur. Excepteur sint obcaecat cupiditat non proident, sunt in culpa qui officia deserunt mollit anim id est laborum.
Contrariamente al uso en inglés, en castellano, no se suele aplicar en el primer párrafo del capítulo o del subcapítulo.
Colgante o francesaPoco usual. Se usa para escribir la bibliografía en normas APA. Prácticamente es sangría inversa, pues la primera línea permanece completa y el resto del texto se «cuelga» de ella. En este ejemplo, así mismo un centímetro:
Lorem ipsum dolor sit amet, consectetur adipisici elit, sed eiusmod tempor incidunt ut labore et dolore magna aliqua. Ut enim ad minim veniam, quis nostrud exercitation ullamco laboris nisi ut aliquid ex ea commodi consequat. Quis aute iure reprehenderit in voluptate velit esse cillum dolore eu fugiat nulla pariatur. Excepteur sint obcaecat cupiditat non proident, sunt in culpa qui officia deserunt mollit anim id est laborum.
Moderna o alemanaNo usa sangría. Solo se usa cuando los párrafos se separan mediante una línea de blanco como mínimo:
Lorem ipsum dolor sit amet, consectetur adipisici elit, sed eiusmod tempor incidunt ut labore et dolore magna aliqua. Ut enim ad minim veniam, quis nostrud exercitation ullamco laboris nisi ut aliquid ex ea commodi consequat. Quis aute iure reprehenderit in voluptate velit esse cillum dolore eu fugiat nulla pariatur. Excepteur sint obcaecat cupiditat non proident, sunt in culpa qui officia deserunt mollit anim id est laborum.

Lorem ipsum dolor sit amet, consectetur adipisici elit, sed eiusmod tempor incidunt ut labore et dolore magna aliqua. Ut enim ad minim veniam, quis nostrud exercitation ullamco laboris nisi ut aliquid ex ea commodi consequat. Quis aute iure reprehenderit in voluptate velit esse cillum dolore eu fugiat nulla pariatur. Excepteur sint obcaecat cupiditat non proident, sunt in culpa qui officia deserunt mollit anim id est laborum.